# 第320機械化歩兵師団 (ベトナム陸軍)
第320機械化歩兵師団（Sư đoàn 320 bộ binh cơ giới）は、ベトナム人民軍（陸軍）の師団の1つ。第308師団、第312師団に次ぐ精鋭部隊であり、人民武装力量英雄（vi:Anh hùng lực lượng vũ trang nhân dân）称号を2度授与された。

## 歴史
- 1950年末 - ニンビン、ナムディン及びタイビン地区に散在していた独立部隊から第320師団の編成開始
- 1951年1月16日 - ニンビン省儒関県において編成完結式。師団長兼政治委員ヴァン・ティエン・ズン（文進勇）、副師団長武英
- 1951年12月 - ホアビン戦役に参加した後、ナムディン地区山水廟の戦闘に参加
- 1952年 - 軍事委員会の「敵後方に主力を堅持する」との指示に従い、地方部隊と協同で敵軍を牽制すると同時に、防御薄弱な地区に進攻した。ナムディン地区の作戦において、敵6個大隊を撃滅した。
- 1955年5月16日 - 北ベトナム第2の都市ハイフォンに進駐
- 1950年代後半 - 生産任務に従事

ベトナム戦争勃発後、南ベトナム解放民族戦線に編入され、クアンチ、タイ・グエンを転戦した。
- 1972年末 - クアンチ戦役に参加
- 1974年 - 莱古に移動
- 1975年2月 - タイ・グエン戦役に参加した後、新編の第3軍（タイ・グエン兵団）に編入
- 1975年4月 - ホーチミン戦役に参加し、南ベトナム大統領官邸を攻撃した。南ベトナム解放後、タイ・グエン地区に移動
- 1978年末 - カンボジア侵攻作戦に参加し、タイニン方面からカンボジアに侵攻した。第10師団等の部隊と共に、コンポントム州、シェムリアップ州、バタンバン州等を占領
- 1979年7月 - 帰国し、ランソン省に駐屯
- 1983年後半 - ソ連軍の援助の下、2年間をかけて、ベトナム人民軍3番目の機械化歩兵師団に改編される。

## 編制
- 第48機械化歩兵連隊　（Trung đoàn 48 bộ binh cơ giới）
- 第52機械化歩兵連隊　（Trung đoàn 52 bộ binh cơ giới）
- 第64機械化歩兵連隊　（Trung đoàn 64 bộ binh cơ giới）
- ？砲兵連隊